# Åsvikelandet-Kvädö
Åsvikelandet-Kvädö este o arie protejată (arie specială de conservare — SAC, sit de importanță comunitară — SCI, arie de protecție specială avifaunistică — SPA) din Suedia întinsă pe o suprafață de 6.279,1 ha, integral pe uscat.

## Localizare
Centrul sitului Åsvikelandet-Kvädö este situat la coordonatele 58°02′39″N 16°47′42″E / 58.0441°N 16.795°E.

## Înființare
Situl Åsvikelandet-Kvädö a fost declarat arie de protecție specială avifaunistică în decembrie 1996 pentru a proteja 17 specii de animale. Alte tipuri de protecție:
- sit de importanță comunitară (în ianuarie 1998)
- arie specială de conservare (în martie 2011)[1][3][4]

## Biodiversitate
Situată în ecoregiunile boreală și marină baltică, aria protejată conține 12 habitate naturale: Mlaștini turboase de tranziție și turbării mișcătoare, Recifuri, Golfuri mici largi și golfuri puțin adânci, Păduri caducifoliate de mlaștină fino-scandinave, Insulițe și insule mici din Baltica boreală, Pășuni de coastă din Baltica boreală, Roci stâncoase cu vegetație pionieră de Sedo-Scleranthion sau Sedo albi-Veronicion dillenii, Lagune de coastă, Pajiști fino-scandinave uscate până la mezice, bogate în specii de altitudine mică, Mlaștini împădurite, Taiga vestică, Pășuni din zone de pădure fino-scandinave.
La baza desemnării sitului se află mai multe specii protejate:
- păsări (15): cocoșul de mesteacăn (Bonasa bonasia), caprimulg (Caprimulgus europaeus), porumbel de scorbură (Columba oenas), ciocănitoare neagră (Dryocopus martius), ciuvică (Glaucidium passerinum), sfrâncioc roșiatic (Lanius collurio), pescăruș negricios (Larus fuscus), vultur pescar (Pandion haliaetus), Phalacrocorax carbo sinensis, lup de mare mic (Stercorarius parasiticus), pescăriță mare (Sterna caspia), chiră de baltă (Sterna hirundo), Sterna paradisaea, cocoșul de mesteacăn (Tetrao tetrix tetrix),  cocoș de munte (Tetrao urogallus)
- nevertebrate (2): rădașcă (Lucanus cervus), Osmoderma eremita